# Sato Yasuyuki
Yasuyuki Sato (sinh ngày 12 tháng 4 năm 1966) là một cầu thủ bóng đá người Nhật Bản.

## Sự nghiệp câu lạc bộ
Yasuyuki Sato đã từng chơi cho Sanfrecce Hiroshima và Oita Trinity.